# Sædding Efterskole
Sædding Efterskole er en kristen efterskole beliggende i Sædding ved Rækker Mølle (10 km fra Skjern) i Vestjylland. Skolen er drevet af Luthersk Mission og blev grundlagt i 1974.
Den nuværende forstander er Mads Koefoed-Hessellund, som tiltrådte i januar 2018. Skolen kan p.t. huse omkring 86 elever.